# Pholcomma
Pholcomma is een geslacht van spinnen uit de familie kogelspinnen (Theridiidae). In Nederland en België wordt het geslacht vertegenwoordigd door het roodzwart kogelspinnetje (Pholcomma gibbum).
De spinnen zijn bijzonder klein en bereiken en lengte tot 4 mm. Hun eipakket heeft de vorm van een doornappel.

## Soorten
- Pholcomma antipodianum (Forster, 1955)
- Pholcomma barnesi Levi, 1957
- Pholcomma carota Levi, 1957
- Pholcomma gibbum (Westring, 1851)
- Pholcomma hickmani Forster, 1964
- Pholcomma hirsutum Emerton, 1882
- Pholcomma mantinum Levi, 1964
- Pholcomma micropunctatum (Mello-Leitão, 1941)
- Pholcomma soloa (Marples, 1955)
- Pholcomma tokyoense Ono, 2007
- Pholcomma turbotti (Marples, 1956)
- Pholcomma yunnanense Song & Zhu, 1994